# Mesék az Ezeregyéjszakáról
A Mesék az Ezeregyéjszakáról Rajnai András rendezésében 1976-ban bemutatott magyar tévéjáték. A Magyar Televízió IV. Stúdiójában 1975-ben bluebox technika felhasználásával forgatták.

## Történet
|  | Alább a cselekmény részletei következnek! |

Szindbád egy ravasz dzsinnel sakkozik, akitől nagy vagyont nyer (nem tudván, hogy a nálánál hatalmasabbat nem illik legyőzni). A városban, ahol ez történik, furcsa szokások vannak, a váratlanul megjelenő Padmanaba megismerteti az utazót ezekkel. Elbájolja a férfit szépséges rabszolganőkkel, de Szindbád feleséget keres, nem választ közülük. Találkozik viszont Sheilával, akit megszeret. A dzsinn azonban újra feltűnik, és különféle ármányokkal gátolja Szindbád boldogságát. Dathma, a rabszolgalány szerelmes Szindbádba, hozzá szökik, és a férfit az útja során a harcaiban és a balsorsában is segíti, védelmezi. A vándornak meg kell a szerelméért küzdenie az óriások szultánjával, és meg kell gyógyítania Jumán királyt. Tengerre szállva folytatódnak a megpróbáltatásai, ám hosszú és nehéz küzdelem után megtalálja Sheilát, de elveszíti Dathmát; és még valami mást is.
|  | Itt a vége a cselekmény részletezésének! |

## Szereplők
- Kovács István – Szindbád
- Szalay Edit – Sheila
- Sáfár Anikó – Dathma
- Kaló Flórián – Padmanaba brahman
- Haumann Péter – Dzsinn
- Bánffy György – Junán király
- Kánya Kata – Fantasztikus nőalak
- Velenczei István – Elemek ura
- Harsányi Frigyes – Őrparancsnok
- Farkas Antal – Az óriások szultánja
- Turóczy Zsuzsa – Első nő
- Bakó Márta – Második nő